# Далтон (Вісконсин)
Далтон (англ. Dalton) — переписна місцевість (CDP) в США, в окрузі Ґрін-Лейк штату Вісконсин. Населення — 215 осіб (2020).

## Географія
Далтон розташований за координатами 43°39′23″ пн. ш. 89°12′27″ зх. д. / 43.65639° пн. ш. 89.20750° зх. д. (43.656400, -89.207633).  За даними Бюро перепису населення США в 2010 році переписна місцевість мала площу 1,18 км², з яких 1,16 км² — суходіл та 0,02 км² — водойми.

## Демографія
Згідно з переписом 2010 року, у переписній місцевості мешкало 206 осіб у 87 домогосподарствах у складі 59 родин. Густота населення становила 174 особи/км².  Було 97 помешкань (82/км²).
Расовий склад населення:
| - 98,5 % — білих |

До двох чи більше рас належало 1,5 %. Частка іспаномовних становила 1,9 % від усіх жителів.
За віковим діапазоном населення розподілялося таким чином: 19,9 % — особи молодші 18 років, 56,3 % — особи у віці 18—64 років, 23,8 % — особи у віці 65 років та старші. Медіана віку мешканця становила 43,7 року. На 100 осіб жіночої статі у переписній місцевості припадало 110,2 чоловіків;  на 100 жінок у віці від 18 років та старших — 101,2 чоловіків також старших 18 років.
Середній дохід на одне домашнє господарство  становив 65 743 долари США (медіана — 55 625), а середній дохід на одну сім'ю — 61 152 долари (медіана — 54 792). За межею бідності перебувало 7,1 % осіб, у тому числі 11,5 % дітей у віці до 18 років та 0,0 % осіб у віці 65 років та старших.
Цивільне працевлаштоване населення становило 120 осіб. Основні галузі зайнятості: виробництво — 22,5 %, освіта, охорона здоров'я та соціальна допомога — 20,8 %, роздрібна торгівля — 14,2 %, будівництво — 10,8 %.